# Sarasota Open 2014
Il Sarasota Open 2014 è stato un torneo di tennis facente parte della categoria ATP Challenger Tour nell'ambito dell'ATP Challenger Tour 2014. È stata la 6ª edizione del torneo che si è giocata a Sarasota negli Stati Uniti dal 14 al 20 aprile 2014 su campi in terra verde e aveva un montepremi di $100,000.

## Partecipanti singolare

### Teste di serie
| Nazionalità | Giocatore          | Ranking* | Testa di serie |
| ----------- | ------------------ | -------- | -------------- |
| Russia      | Alex Bogomolov Jr. | 85       | 1              |
| Stati Uniti | Donald Young       | 91       | 2              |
| Stati Uniti | Jack Sock          | 94       | 3              |
| Stati Uniti | Michael Russell    | 97       | 4              |
| Stati Uniti | Tim Smyczek        | 103      | 5              |
| Stati Uniti | Alex Kuznetsov     | 124      | 6              |
| Argentina   | Facundo Bagnis     | 132      | 7              |
| Canada      | Peter Polansky     | 135      | 8              |

- Ranking al 7 aprile 2014.

### Altri partecipanti
Giocatori che hanno ricevuto una wild card:
- Sekou Bangoura
- Mac Styslinger
- Daniel Kosakowski
- Jermere Jenkins

Giocatori che sono passati dalle qualificazioni:
- Gianni Mina
- Naoki Nakagawa
- Antonio Veić
- Alexander Zverev

## Vincitori

### Singolare
Nick Kyrgios ha battuto in finale  Filip Krajinović con il punteggio di 7-6, 6-4

### Doppio
Marin Draganja /  Henri Kontinen hanno battuto in finale  Rubén Ramírez Hidalgo /  Franko Škugor con il punteggio di 7-5, 5-7, 10-6